# Ольмедо-де-Камасес
Ольмедо-де-Камасес (ісп. Olmedo de Camaces) — муніципалітет в Іспанії, у складі автономної спільноти Кастилія-і-Леон, у провінції Саламанка. Населення — 134 особи (2010).
Муніципалітет розташований на відстані близько 250 км на захід від Мадрида, 80 км на захід від Саламанки.
На території муніципалітету розташовані такі населені пункти: (дані про населення за 2010 рік)
- Ольмедо-де-Камасес: 134 особи
- Аревало: 0 осіб
- Фуенлабрада: 0 осіб
- Ернандінос: 0 осіб
- Тунха: 0 осіб

## Демографія
Динаміка населення (INE ):

## Зовнішні посилання
- Провінційна рада Саламанки: індекс муніципалітетів
- Посилання на Google Maps